# 24. Schützen-Brigade (Wehrmacht)
Die 24. Schützen-Brigade war eine deutsche Infanteriebrigade im Zweiten Weltkrieg.

## Geschichte der Brigade
Die Brigade wurde am 1. Dezember 1941 auf dem Truppenübungsplatz Stablack in Ostpreußen als Führungsstab der Schützen-Regimenter 21 und 26 der 24. Panzer-Division aufgestellt.
Die Einheit wurde noch vor ihrem Fronteinsatz nach dem Ende der Ausbildung am 5. Juli 1942 in 24. Panzer-Grenadier-Brigade umbenannt.

## Kommandeur
- Oberst Friedrich von Broich: von der Aufstellung bis zur Umbenennung